# 水落駅
水落駅（みずおちえき）は、福井県鯖江市水落町2丁目にある、福井鉄道福武線の駅。駅番号はF7。
かつては同社の鯖浦線が乗り入れていた。鯖浦線に当駅とは別に設けられていた南水落駅についても本項で述べる。

## 歴史
当駅は、1927年（昭和2年）10月5日に福武電鉄の駅として開業した。当時は、現在の場所から南へ約200mの所の高台にあった。
1959年（昭和34年）7月20日、水落信号場 - 水落駅間の連絡線が完成し、現在の水落駅へ移設となる。1973年（昭和48年）に鯖浦線が全線廃止された後、接続線ホームと駅舎は、1993年（平成5年）8月に駅舎の失火による焼失に伴い撤去された。
2004年（平成16年）10月1日、旧駅舎跡地に無料駐車場が整備される。

## 駅構造
1面2線の島式ホームがある無人駅。ホームへは構内遮断機の付いた通路を渡っていく。
鯖浦線廃止前は相対式ホーム2面3線で、鯖浦線ホームへは構内踏切でつながっていた。
| のりば | 路線                               | 方向 | 行先                     |
| ------ | ---------------------------------- | ---- | ------------------------ |
| 西側   | ■福武線 （フェニックス田原ライン） | 下り | 神明・福井駅・田原町方面 |
| 東側   | ■福武線 （フェニックス田原ライン） | 上り | 西鯖江・たけふ新方面     |

- バリアフリー対応トイレが設置されている。
- 公衆電話・自動販売機が設置されている。
- パークアンドライドは80台分もあり、県営である。

## 利用状況
「鯖江市統計書」によると、1日平均の乗車人員は以下の通りである。
| 乗車人員推移 | 乗車人員推移 |
| 年度         | 1日平均人数  |
| ------------ | ------------ |
| 2001年       | 72           |
| 2002年       | 69           |
| 2003年       | 60           |
| 2004年       | 67           |
| 2005年       | 76           |
| 2006年       |              |
| 2007年       | 111          |
| 2008年       |              |
| 2009年       |              |
| 2010年       | 102          |
| 2011年       | 104          |
| 2012年       | 124          |
| 2013年       | 158          |
| 2014年       | 148          |
| 2015年       | 161          |
| 2016年       | 171          |
| 2017年       | 194          |
| 2018年       | 187          |
| 2019年       | 176          |

## 駅周辺
駅西側に隣接して駐輪場があり、駅舎跡地は整地され砂利が広がる。また駅の西側に、福井県の整備した80台分の無料駐車場があり、パークアンドライドのモデル駅ともなっている。
- 鯖江郵便局
- 福井県丹南健康福祉センター（保健所）
- 鯖江市文化の館（図書館）
- 戦没者忠霊塔
- アイアイ鯖江・鯖江市健康福祉センター

## 隣の駅
福井鉄道
■福武線
■臨時急行
通過
■急行
西鯖江駅 (F5) - 水落駅 (F7) - 神明駅 (F8)
■区間急行・■普通
西山公園駅 (F6) - 水落駅 (F7) - 神明駅 (F8)

### かつて存在した路線
福井鉄道
鯖浦線
水落駅 -（水落信号所）- 越前平井駅

## 南水落駅
福武線水落駅の真下にホームがあり、同駅との間に階段による連絡通路があった。また、当駅自体も「水落駅」を名乗っていた時期が存在する。

### 沿革
- 1926年（大正15年）10月1日：鯖浦電気鉄道の開通に伴い、神明駅として開業[4]。
- 1945年（昭和20年）8月1日：会社合併に伴い、福井鉄道鯖浦線の路線となる[4][5]。
- 1946年（昭和21年）6月：福武線の中央駅が神明駅へ改称したことに伴い、水落駅へ改称。
- 1959年（昭和34年）7月20日：水落駅 - 水落信号所間の支線開通に伴い、南水落駅へ改称[6][7]。
- 1962年（昭和37年）1月25日：鯖江駅 - 水落信号所間の廃線に伴い、廃駅となる[4][8][9]。

### 隣の駅
福井鉄道
鯖浦線
東鯖江駅 - 南水落駅 -（水落信号所）- 越前平井駅